# Гребля на байдарках и каноэ на летних Олимпийских играх 2024 — каноэ-двойки, 500 метров (мужчины)
Соревнования мужчин на каноэ-двойках на дистанции 500 метров в гребле на байдарках и каноэ на летних Олимпийских играх 2024 года прошли с 6 по 8 августа 2024 года на Национальном олимпийском водном стадионе региона Иль-де-Франс в пригороде Парижа Вер-сюр-Марн.

## Расписание
Соревнования продолжались в течение двух дней. Время начала соревнований указано местное (UTC+2)
| Дата              | Время       | Раунд                 |
| ----------------- | ----------- | --------------------- |
| Вторник 6 августа | 10:30 13:50 | Заезды Четвертьфиналы |
| Четверг 8 августа | 11:20 13:20 | Полуфиналы Финалы     |

## Призёры
| Золото                      | Серебро                                   | Бронза                                        |
| Китай · Лю Хао · Цзи Бовэнь | Италия · Габриэле Казадеи · Карло Таккини | Испания · Хуан Антони Морено · Диего Домингес |

## Результаты

### Заезды
Первые две лодки из каждого заезда проходят в полуфиналы, остальные – в четвертьфиналы.
Заезд 1
| Место | Дорожка | Спортсмены                      | Страна                                | Время   | Примечания |
| ----- | ------- | ------------------------------- | ------------------------------------- | ------- | ---------- |
| 1     | 8       | Алексей Коровашков Захар Петров | Индивидуальные нейтральные спортсмены | 1.38,65 | SF         |
| 2     | 4       | Габриэле Казадеи Карло Таккини  | Италия                                | 1.39,17 | SF         |
| 3     | 3       | Жаки Годманн Изакиас Кейроc     | Бразилия                              | 1.39,38 | QF         |
| 4     | 5       | Балаж Адольф Йонатан Хайду      | Венгрия                               | 1.40,02 | QF         |
| 5     | 7       | Илие Спрынчян Олег Нуцэ         | Румыния                               | 1.40,84 | QF         |
| 6     | 6       | Петер Кречмер Тим Хекер         | Германия                              | 1.41,58 | QF         |
| 7     | 2       | Макс Браун Грант Клэнси         | Новая Зеландия                        | 2.22,09 | QF         |

Заезд 2
| Место | Дорожка | Спортсмены                        | Страна    | Время   | Примечания |
| ----- | ------- | --------------------------------- | --------- | ------- | ---------- |
| 1     | 5       | Лю Хао Цзи Бовэнь                 | Китай     | 1.37,40 | SF, OB     |
| 2     | 6       | Хуан Антони Морено Диего Домингес | Испания   | 1.37,78 | SF         |
| 3     | 4       | Мартин Фукса Петр Фукса           | Чехия     | 1.41,49 | QF         |
| 4     | 3       | Адриен Бар Лоик Леонар            | Франция   | 1.44,00 | QF         |
| 5     | 7       | Сергей Емельянов Тимур Хайдаров   | Казахстан | 1.45,94 | QF         |
| 6     | 2       | Мануэль Антонио Бенилсон Санда    | Ангола    | 1.51,53 | QF         |

### Четвертьфиналы
Первые три лодки из каждого четвертьфинала проходят в полуфиналы, остальные – в финал В.
Четвертьфинал 1
| Место | Дорожка | Спортсмены                     | Страна         | Время   | Примечания |
| ----- | ------- | ------------------------------ | -------------- | ------- | ---------- |
| 1     | 5       | Жаки Годманн Изакиас Кейроc    | Бразилия       | 1.38,78 | SF         |
| 2     | 3       | Илие Спрынчян Олег Нуцэ        | Румыния        | 1.40,00 | SF         |
| 3     | 4       | Адриен Бар Лоик Леонар         | Франция        | 1.45,24 | SF         |
| 4     | 6       | Мануэль Антонио Бенилсон Санда | Ангола         | 1.49,00 | FB         |
| 5     | 2       | Макс Браун Грант Клэнси        | Новая Зеландия | 2.24,09 | FB         |

Четвертьфинал 2
| Место | Дорожка | Спортсмены                      | Страна    | Время   | Примечания |
| ----- | ------- | ------------------------------- | --------- | ------- | ---------- |
| 1     | 6       | Петер Кречмер Тим Хекер         | Германия  | 1.39,94 | SF         |
| 2     | 4       | Балаж Адольф Йонатан Хайду      | Венгрия   | 1.40,95 | SF         |
| 3     | 5       | Мартин Фукса Петр Фукса         | Чехия     | 1.41,02 | SF         |
| 4     | 3       | Сергей Емельянов Тимур Хайдаров | Казахстан | 1.44,03 | FB         |

### Полуфиналы
Первые четыре лодки из каждого полуфинала проходят в финал А, остальные – в финал В.
Полуфинал 1
| Место | Дорожка | Спортсмены                        | Страна                                | Время   | Примечания |
| ----- | ------- | --------------------------------- | ------------------------------------- | ------- | ---------- |
| 1     | 5       | Алексей Коровашков Захар Петров   | Индивидуальные нейтральные спортсмены | 1.39,57 | FA         |
| 2     | 2       | Балаж Адольф Йонатан Хайду        | Венгрия                               | 1.39,83 | FA         |
| 3     | 3       | Жаки Годманн Изакиас Кейроc       | Бразилия                              | 1.39,95 | FA         |
| 4     | 4       | Хуан Антони Морено Диего Домингес | Испания                               | 1.40,23 | FA         |
| 5     | 6       | Адриен Бар Лоик Леонар            | Франция                               | 1.40,98 | FB         |

Полуфинал 2
| Место | Дорожка | Спортсмены                     | Страна   | Время   | Примечания |
| ----- | ------- | ------------------------------ | -------- | ------- | ---------- |
| 1     | 5       | Лю Хао Цзи Бовэнь              | Китай    | 1.40,83 | FA         |
| 2     | 6       | Петер Кречмер Тим Хекер        | Германия | 1.41,58 | FA         |
| 3     | 4       | Габриэле Казадеи Карло Таккини | Италия   | 1.41,59 | FA         |
| 4     | 2       | Мартин Фукса Петр Фукса        | Чехия    | 1.42,69 | FA         |
| 5     | 3       | Илие Спрынчян Олег Нуцэ        | Румыния  | 1.43,42 | FB         |

### Финалы
Финал A
| Место | Дорожка | Спортсмены                        | Страна                                | Время   | Примечания |
| ----- | ------- | --------------------------------- | ------------------------------------- | ------- | ---------- |
| 1     | 4       | Лю Хао Цзи Бовэнь                 | Китай                                 | 1.39,48 |            |
| 2     | 2       | Габриэле Казадеи Карло Таккини    | Италия                                | 1.41,08 |            |
| 3     | 1       | Хуан Антони Морено Диего Домингес | Испания                               | 1.41,18 |            |
| 4     | 5       | Алексей Коровашков Захар Петров   | Индивидуальные нейтральные спортсмены | 1.41,27 |            |
| 5     | 6       | Петер Кречмер Тим Хекер           | Германия                              | 1.41,62 |            |
| 6     | 3       | Балаж Адольф Йонатан Хайду        | Венгрия                               | 1.41,66 |            |
| 7     | 8       | Мартин Фукса Петр Фукса           | Чехия                                 | 1.41,83 |            |
| 8     | 7       | Жаки Годманн Изакиас Кейроc       | Бразилия                              | 1.42,58 |            |

Финал B
| Место | Дорожка | Спортсмены                      | Страна         | Время   | Примечания |
| ----- | ------- | ------------------------------- | -------------- | ------- | ---------- |
| 9     | 4       | Илие Спрынчян Олег Нуцэ         | Румыния        | 1.43,80 |            |
| 10    | 5       | Адриен Бар Лоик Леонар          | Франция        | 1.43,82 |            |
| 11    | 3       | Сергей Емельянов Тимур Хайдаров | Казахстан      | 1.46,75 |            |
| 12    | 6       | Мануэль Антонио Бенилсон Санда  | Ангола         | 1.55,74 |            |
| 13    | 2       | Макс Браун Грант Клэнси         | Новая Зеландия | 2.31,04 |            |